# 고지엔

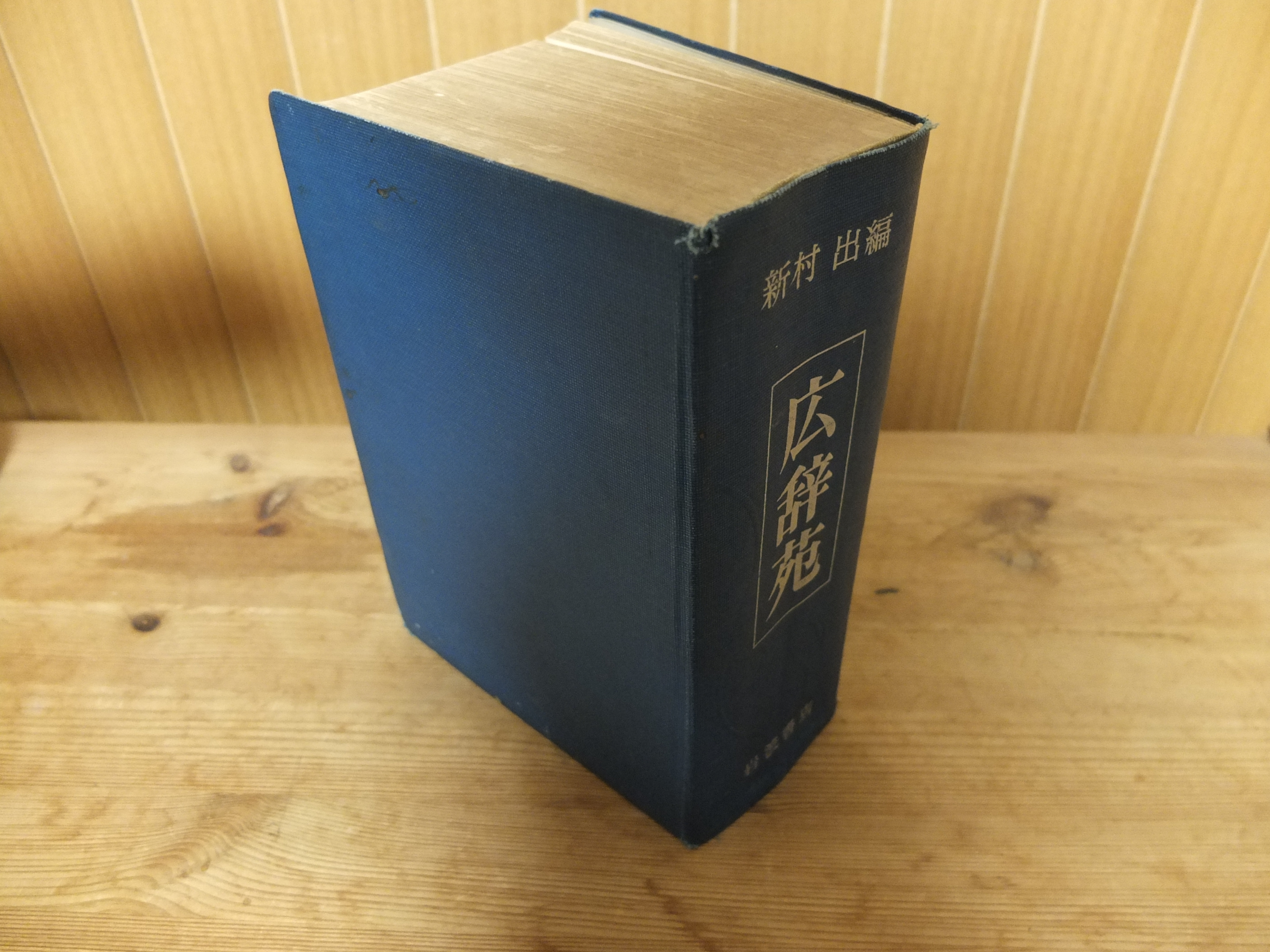
고지엔 사전 (제2판)

고지엔(일본어: 広辞苑, こうじえん, 광사원)은 이와나미 쇼텐(岩波書店)에서 1955년부터 간행되기 시작한 일본어 사전이다. 일본 현지인들은 내용의 권위와 신뢰성 면에서 산세이도(三省堂)의 다이지린(大辞林)과 더불어 고지엔을 높게 평가하고 있으며, 신문 사설 등지에서는 단어의 원 정의의 출처로 고지엔을 자주 언급한다.
최근 발매되는 휴대용 전자 사전 등에 수록되는 경우가 많다. 2007년 기준으로 1100만 권이 판매되었다.
수록 어휘 수는 제6판 기준으로 약 24만 단어이다. 고지엔 6판의 한국어번역본이 2012년에 어문학사에서 출간되었고 2013년부터 다음 일본어사전에서 서비스중이다.

## 간행 역사
- 1935년 : '지엔'(辞苑) - 하쿠분칸(博文館) 발행
- 1955년 : 고지엔 초판 발행
- 1969년 : 고지엔 제2판 발행
- 1976년 : 고지엔 제2판 보정판 발행
- 1983년 : 고지엔 제3판 발행
- 1991년  : 고지엔 제4판 발행
- 1998년  : 고지엔 제5판 발행
- 2008년  : 고지엔 제6판 발행
- 2012년  : 고지엔 제6판 한국어번역본 발행
- 2018년 1월 12일 : 고지엔 제7판 발행

## 관련 문헌
- 고지엔 제 6판 (ISBN 978-4-00-080121-8, 2008년 간행)
- 고지엔 제 5판 (ISBN 4000801112)
- 오카 시게오(岡茂雄), '고지엔이 태어나기까지'(『広辞苑』の生れるまで), 『本屋風情』, 平凡社, 1974년
- 신무라 다케시(新村猛) '고지엔 이야기 - 사전의 권위의 배경'(「広辞苑」物語 －辞典の権威の背景－), 芸術生活社, 1970년